# Augusto de via Labicana
Augusto de vía Labicana es una escultura de mármol que representa al emperador romano Augusto de cuerpo entero, en bulto redondo, a modo de pontifex maximus. Tiene 207 cm de altura y debe su nombre a la zona en la que fue hallada, en las laderas de la Colina del Oppio, en la vía Labicana.
La estatua añade otro aspecto a la autorrepresentación de Augusto; no solamente es el jefe político del Imperio romano, sino también su jefe religioso. En los Res gestae Divi Augusti de los años 19-20, habla de todos sus beneficios religiosos para la ciudad de Roma, como la construcción de templos a «Minerva, la reina Juno y Júpiter Libertas».
La estatua se conserva en el Museo Nacional Romano del Palacio Massimo de Roma.

## Historia y descripción
La estatua es en realidad una copia de la época tiberiana de un retrato del emperador realizado a finales del siglo I a. C. o principios del siglo I. De hecho, los rasgos bastante demacrados sugieren que fue realizado en los últimos años de su vida, con los signos ya visibles de la enfermedad y la fatiga. Es el más importante retrato de Augusto de este periodo «final», entre los pocos que se encuentran en Roma.
Las representaciones de Augusto en forma de estatua están muy controladas, hasta el punto de que solamente existen tres o cuatro subgrupos diferentes; basándose en rasgos como el detalle del peinado, ésta puede clasificarse como una del «tipo Prima Porta». Como en todas las estatuas de Augusto, se le representa en un estilo griego idealizador y como mucho más joven que su edad real en ese momento, a diferencia del retrato romano republicano tradicional, que es realista en su enfoque.
El capite velado se debe a la función del emperador como pontifex maximus: su brazo derecho, roto, probablemente sostenía una pátera, un plato ritual para derramar líquido durante un sacrificio. La cabeza fue esculpida por separado.

## Estilo
Como en otras obras del arte de Augusto, la ejecución es más bien fría y «académica»: el efecto de cansancio y distancia psicológica de Augusto se debe sobre todo al trabajo de sublimación hacia el arte clásico griego compasivo, que tiene como efecto una estudiada imagen de desapego y espiritualidad del princeps. La frialdad del rostro se revela bien en el tratamiento «metálico» del cabello. Sin embargo, el rostro está hábilmente compuesto, con grandes superficies lisas, pero suficientemente movidas para evitar un desagradable aplanamiento.
Los amplios pliegues de la toga están muy cuidados, pero penalizan el rendimiento volumétrico del cuerpo, que aparece en varios puntos vacío en favor de conseguir un mero efecto superficial.

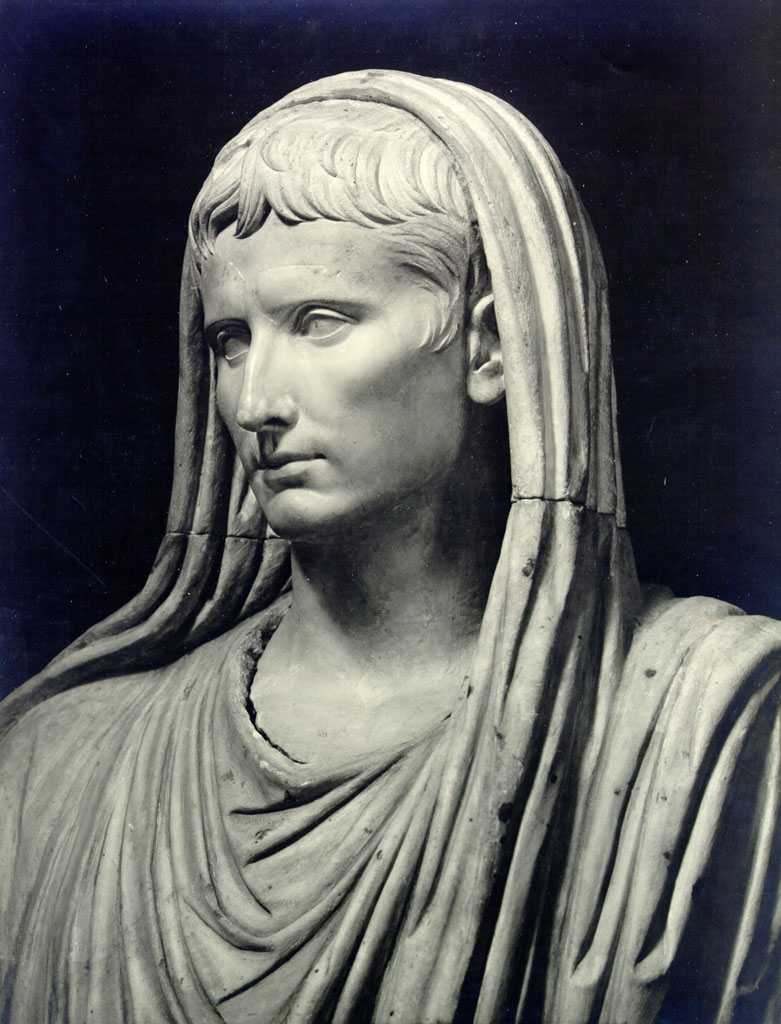
Detalle del rostro.
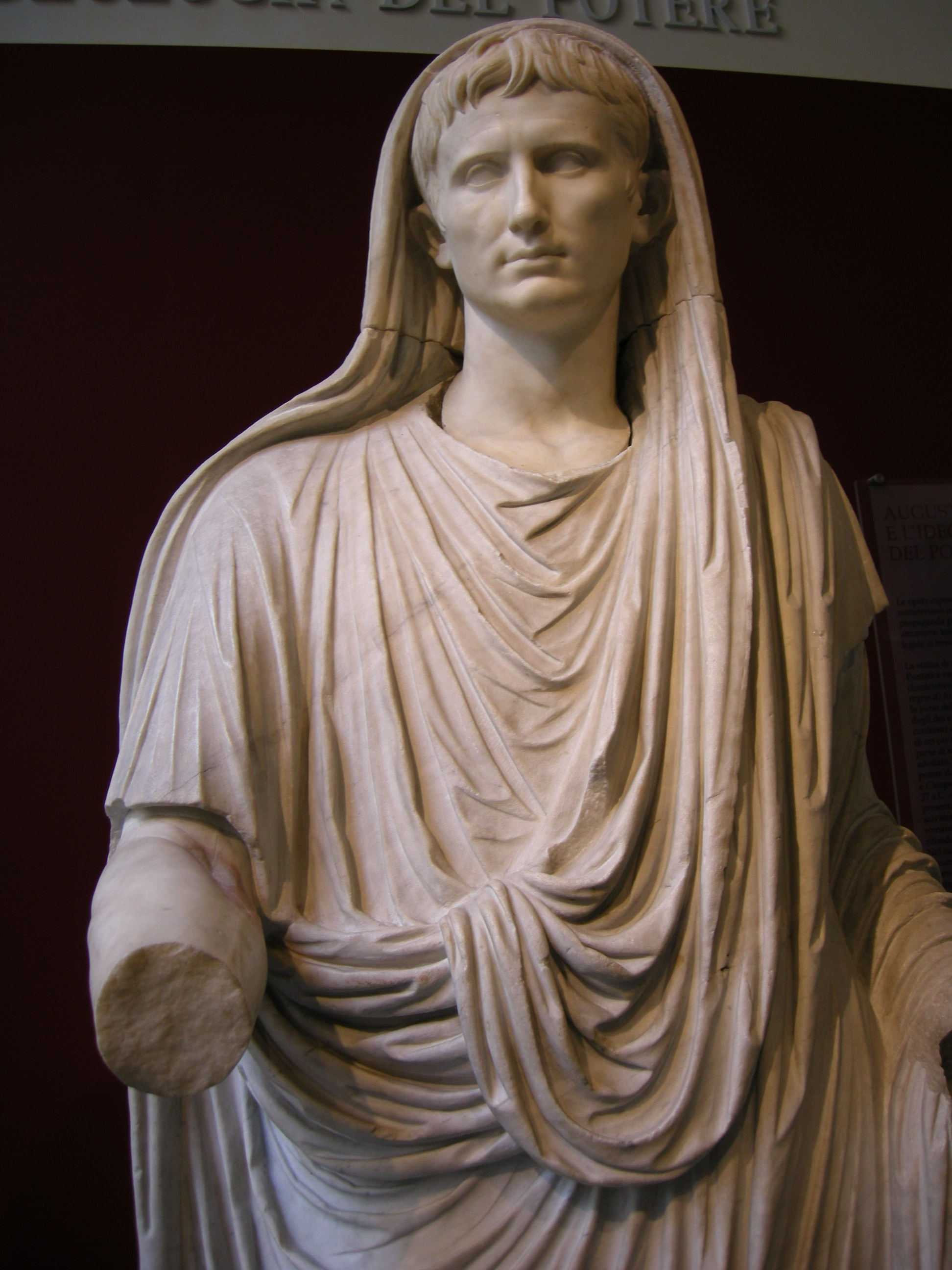
Detalle de medio cuerpo.
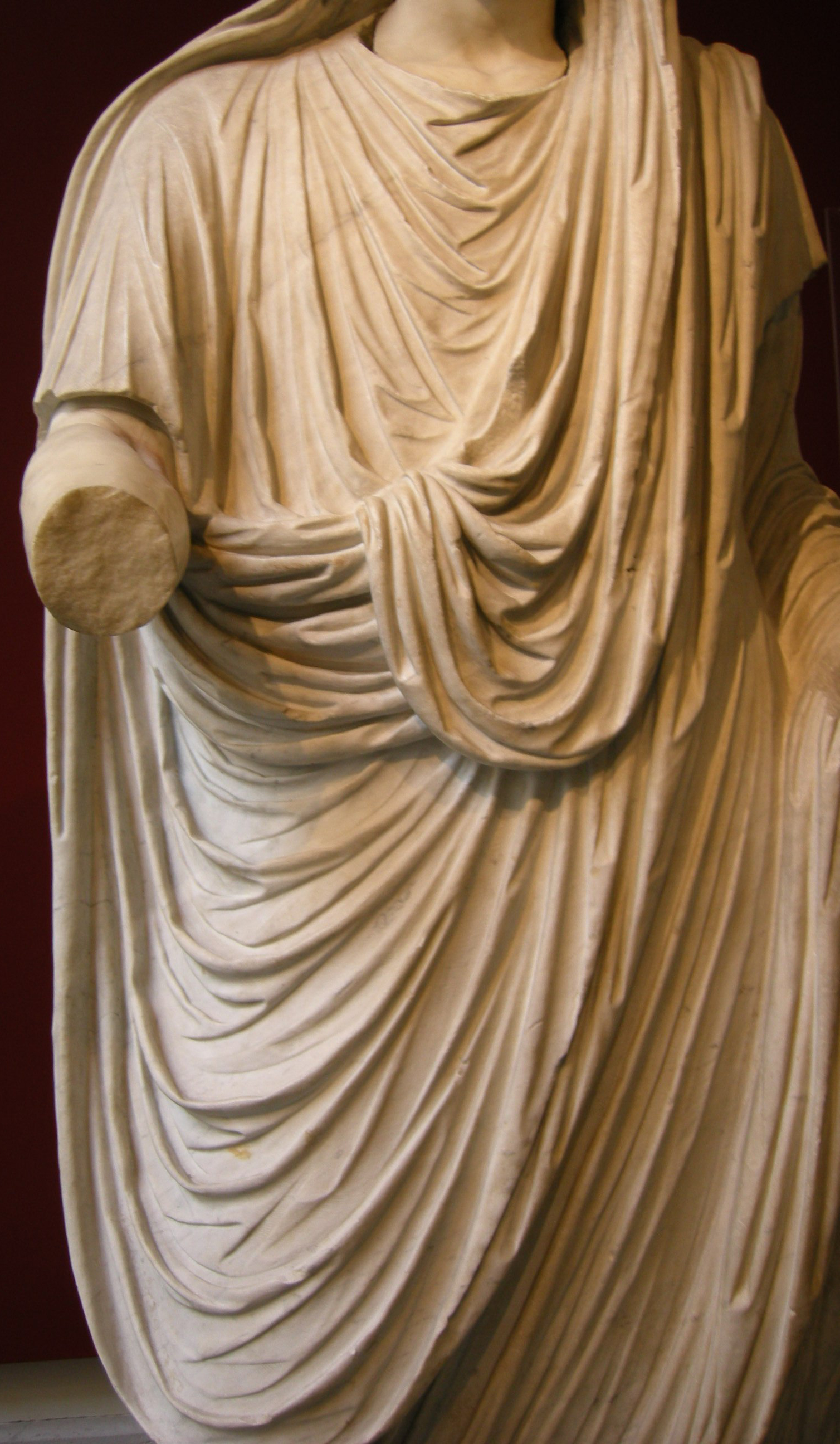
Detalle de la toga.
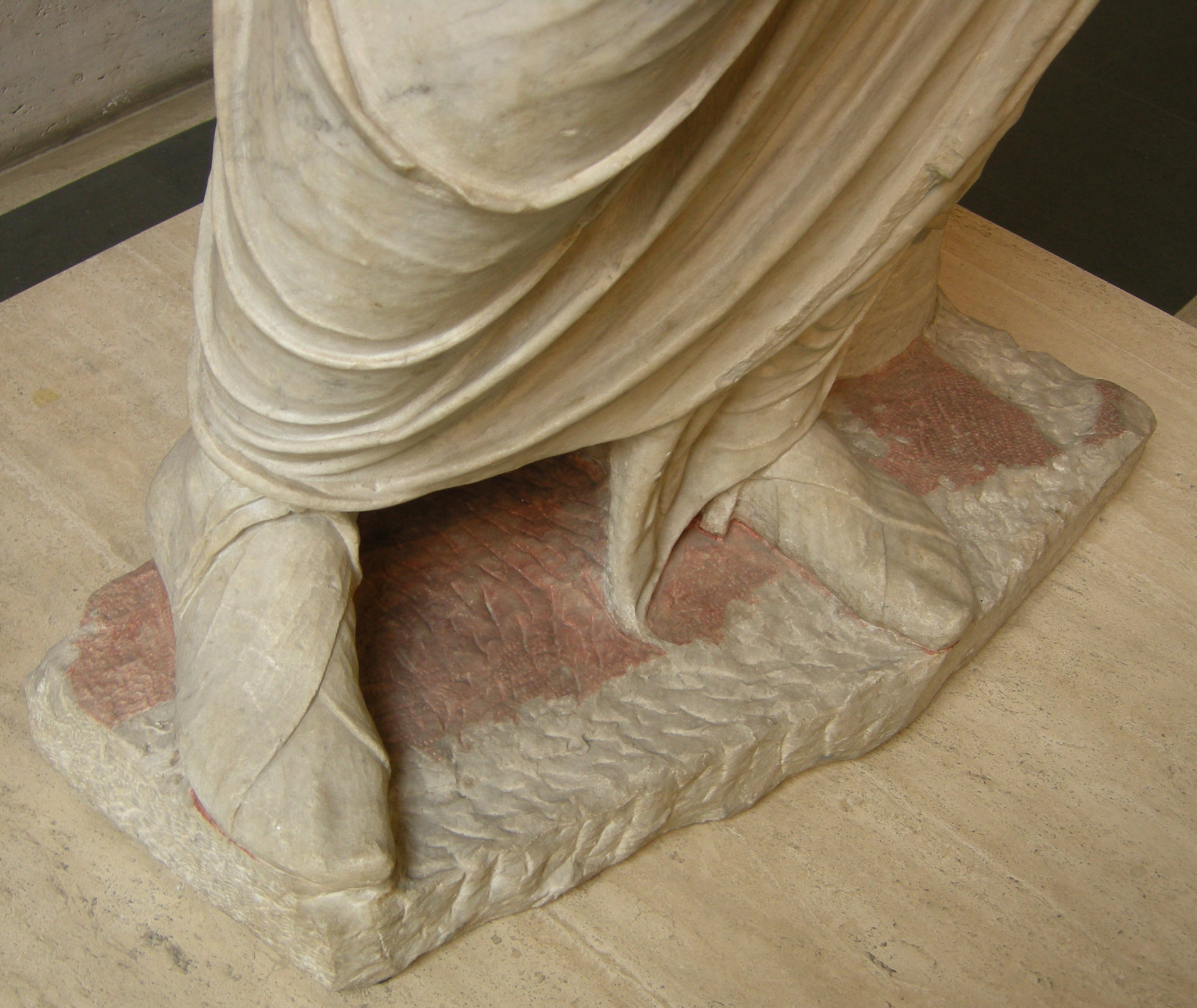
Detalle de la base.